# Colton Herta
Colton Thomas Herta (Santa Clarita, 30 marzo 2000) è un pilota automobilistico statunitense, attualmente impegnato in IndyCar Series con il team Andretti Autosport, detiene il record di pilota più giovane a vincere una gara della IndyCar (a 18 anni, 11 mesi e 28 giorni).
Nel 2024 ha vinto la 12 Ore di Sebring con l'Acura ARX-06. In precedenza ha ottenuto due vittorie di classe nella 24 Ore di Daytona, la prima nel 2019 nella classe GTLM, mentre la seconda in classe LMP2 nel 2022.

## Carriera

### Gli inizi
Figlio del pilota Bryan Herta, Colton inizia a correre in kart a sei anni e debutta nelle competizioni di karting nel 2010 all'età di 10 anni; dopo solo tre anni passa in monoposto, correndo nella Winter Series della SBF2000, e lo stesso anno partecipa e vince la Pacific Formula F1600. Nel 2015 si sposta in Europa, viene ingaggiato dal team Carlin per correre la MSA Formula. L'anno seguente continua il rapporto con Carlin in Europa, corre sia la BRDC British Formula 3 e nel Euroformula Open dove conclude terzo in classifica finale.

### Indy Lights

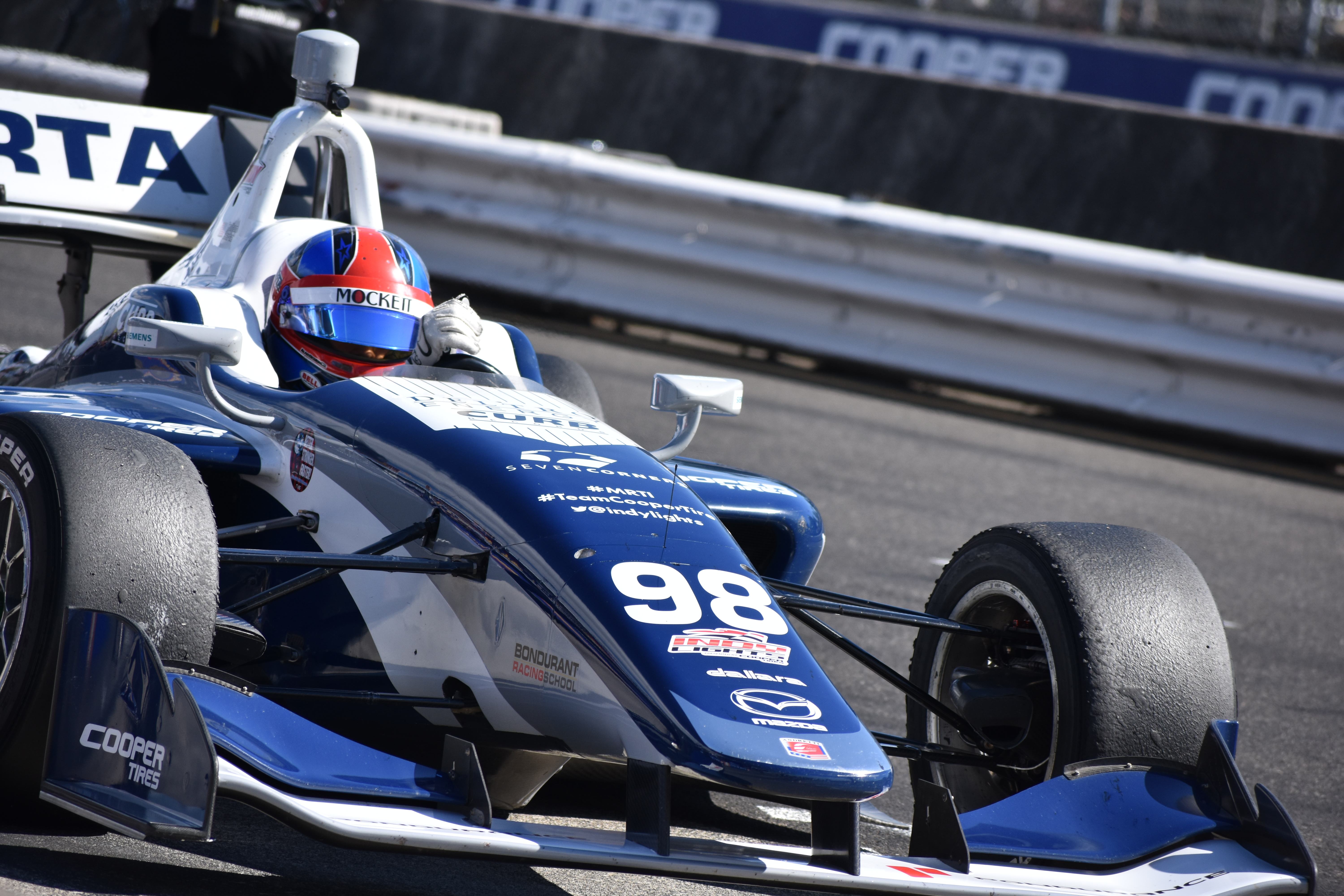
Herta a Portland nel 2018

Nel 2017 Herta si unisce alla neonata Andretti-Steinbrenner Racing alla guida della vettura numero 98 della Indy Lights. Nella prima gara stagionale sul circuito cittadino di San Pietroburgo conquista il suo primo podio e nella seconda gara arriva la sua prima vittoria. Si ripete vincendo la seconda gara a Birmingham, la 400ª gara della serie americana. Per il resto della stagione conquista altri quattro podi che lo proiettano al terzo posto in classifica finale e a vincere il Rookie of the Year.
Nel 2018 rimane in Indy Lights con Andretti-Steinbrenner Racing. Durante la stagione vince ben tre gare sul circuito di Indianapolis, due sulla configurazione stradale (GP) e l'altra sull'ovale. Conquista la sua quarta vittoria stagionale a Road America per poi chiudere secondo in campionato distaccato di soli due punti dal campione messicano Patricio O'Ward.

### IMSA

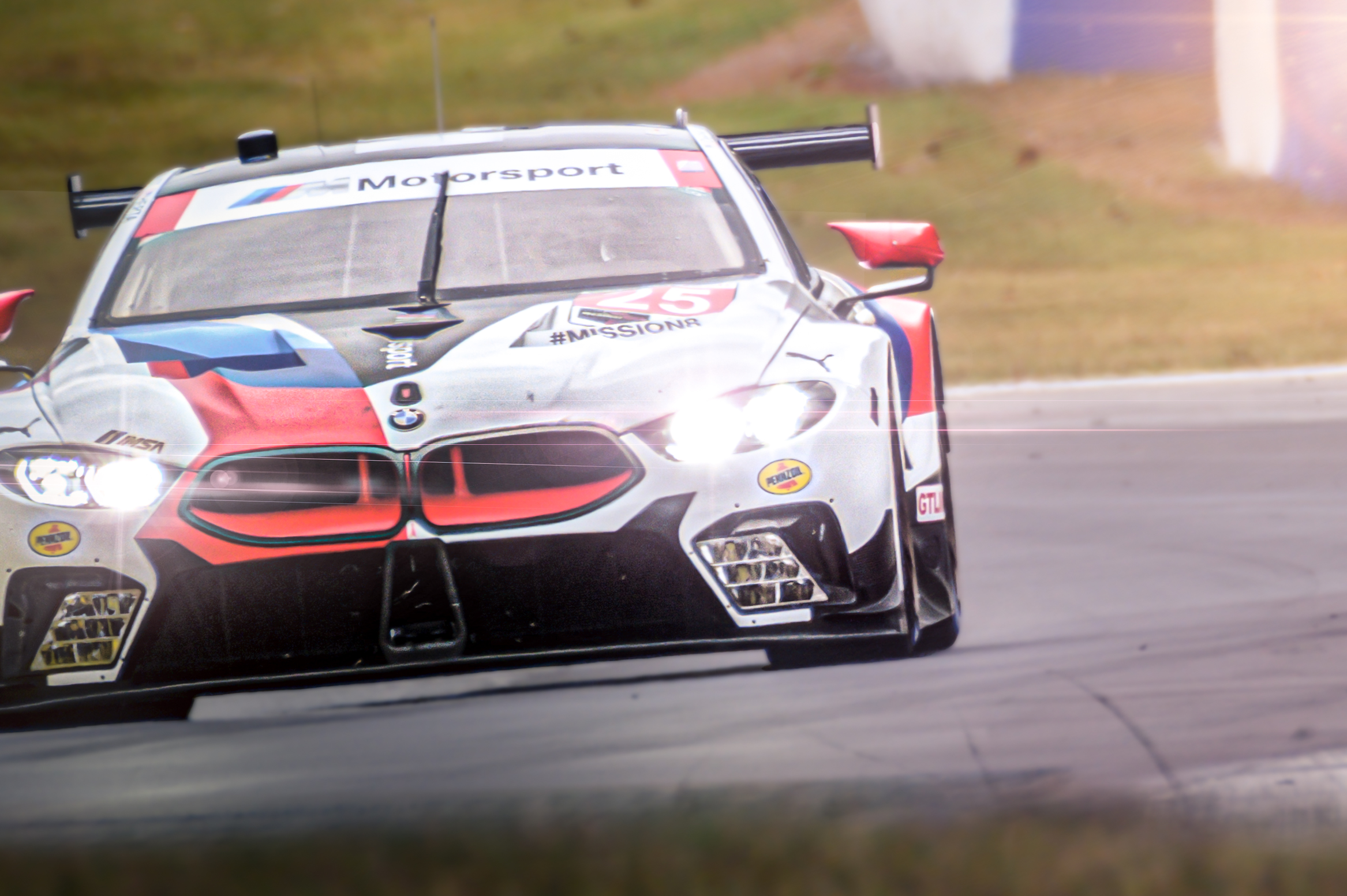
Herta durante la gara di Petit Le Mans

Nel 2019 con il team BMW Team RLL partecipa ad alcune gare del  campionato IMSA nella categoria GTLM. La prima gara è la 24 Ore di Daytona dove Herta conclude decimo in generale e primo nella propria categoria. Partecipa anche alla 12 Ore di Sebring, dove chiude settimo nella propria classe, e alla Petit Le Mans, dove torna a podio con un terzo posto nella GTLM. Grazie al suo contributo il team BMW riesce vincere il campionato nella propria categoria. L'anno successivo sempre con il team BMW Team RLL partecipa alla 24 Ore di Daytona, dove chiude sesto, e ad altre due gare dove chiude sesto e quarto nella categoria.
Nel 2021 con il team Turner Motorsport partecipa alla 24 Ore di Daytona nella categoria GTD, si qualifica primo, conquistando la sua prima pole nella categoria e arriva sesto il giorno seguente in gara.
Herta partecipa alla 24 Ore di Daytona anche nel 2022, questa volta nella categoria LMP2 con il team DragonSpeed. Insieme a lui ci sono Devlin DeFrancesco, Eric Lux e Patricio O'Ward. L'equipaggio si qualifica quinto e in gara riesce a rimontare fino a trionfare nella loro categoria.
Nel 2023 si unisce al team ufficiale della BMW, il Rahal Letterman Lanigan Racing per competere nelle gare di durata del Campionato IMSA WeatherTech SportsCar alla guida della nuova BMW M Hybrid V8. L'anno seguente rimane nella classe Hypercar correndo per il team Wayne Taylor Racing con l'Acura ARX-06. Herta ottiene il terzo posto nella 24 Ore di Daytona e ottiene la vittoria nella 12 Ore di Sebring con Louis Delétraz e Jordan Taylor. 
Nel 2025 disputerà la 24 Ore di Daytona nella categoria LMP2 con il team CrowdStrike Racing by APR. 

### IndyCar

#### Harding Racing (2018-2020)
Nel 2018 dopo aver corso due ottime stagioni nella Indy Lights partecipa all'ultima gara stagionale della IndyCar con il team Harding Racing, diventando il primo pilota nato negli anni 2000 a partecipare a una gara della IndyCar.

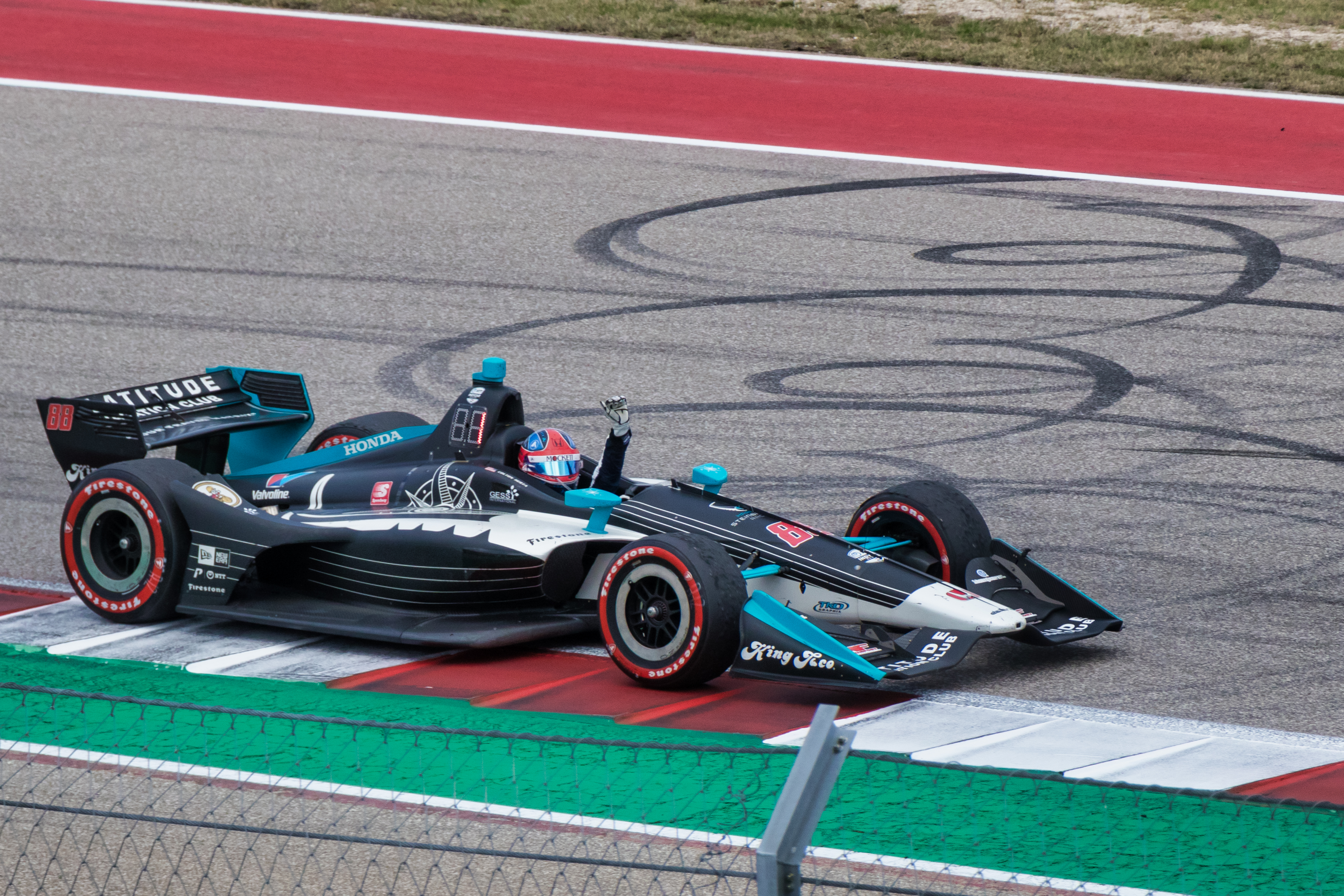
Colton Herta con il team Harding Steinbrenner Racing

L'anno seguente viene ufficializzato dal team per l'intera stagione alla guida della vettura numero 88. Nella seconda gara della stagione, ad Austin, vince la sua prima corsa nella competizione, diventando il più giovane pilota di sempre a vincere in IndyCar (a 18 anni, 11 mesi e 28 giorni). Herta conquista a Road America la sua prima pole position nella categoria e si ripete partendo davanti a tutti a Portland, dove in gara sfiora il podio con il quarto posto. Conquista la sua terza pole sul Circuito di Laguna Seca e riesce a vincere la gara davanti a Will Power e Scott Dixon. Conclude settimo nella classifica generale, a soli 5 punti dal Rookie of the Year Felix Rosenqvist.
Nel 2020 continua con il team Harding Racing con il supporto di Andretti. La stagione inizia bene, Herta finisce le prime quattro gare in top 10, sfiora il podio arrivando quarto nella prima gara di Gateway, torna alla pole e alla vittoria nella seconda gara di Mid-Ohio e conquista un altro podio grazie a un secondo posto nell'Harvest GP a Indianapolis. Grazie alla costanza di risultati (sette gare in top 5) chiude la stagione al terzo posto in classifica dietro al sei volte campione di categoria Scott Dixon e a Josef Newgarden, vincitore della serie nel 2017 e 2019.

#### Andretti (2021-presente)

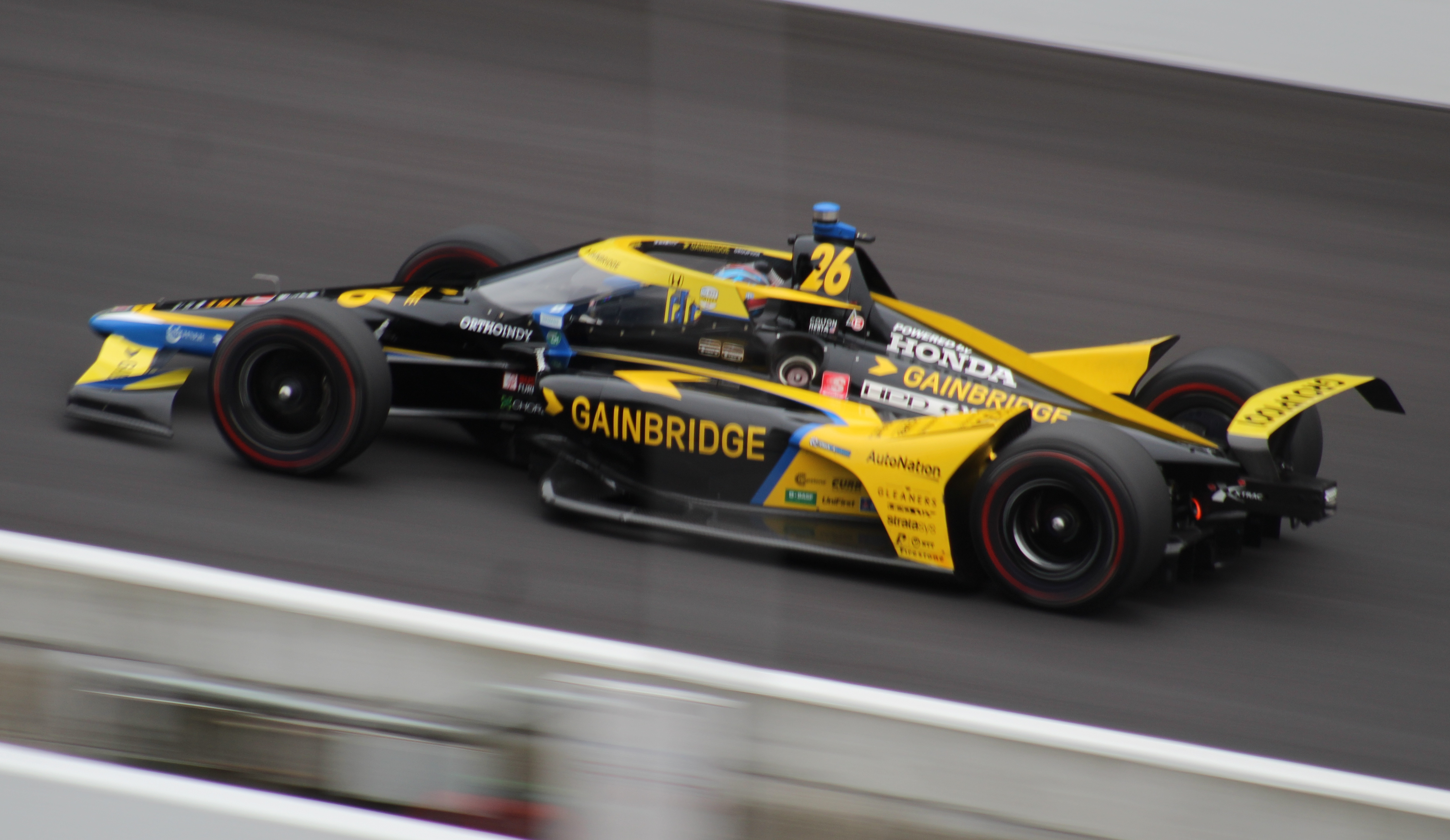
Colton Herta con il team Andretti

La stagione seguente, Herta passa alla scuderia Andretti Autosport, alla guida della vettura numero 26, con Alexander Rossi e Ryan Hunter-Reay come compagni di team. Dopo aver chiuso al ventiduesimo posto nella prima gara, Herta riesce a vincere la seconda gara stagionale a St. Petersburg davanti a Josef Newgarden, conquista un secondo posto dietro a Palou nella gara di Road America e poi un terzo posto nel GP di Indianapolis. A Laguna Seca, invece, conquista sia la pole position, sia la sua seconda vittoria stagionale, davanti a Álex Palou e Romain Grosjean; si ripete nell'ultima gara stagionale, a Long Beach, vincendo davanti a Josef Newgarden. Chiude così la stagione al quinto posto in classifica, con un totale di 455 punti.

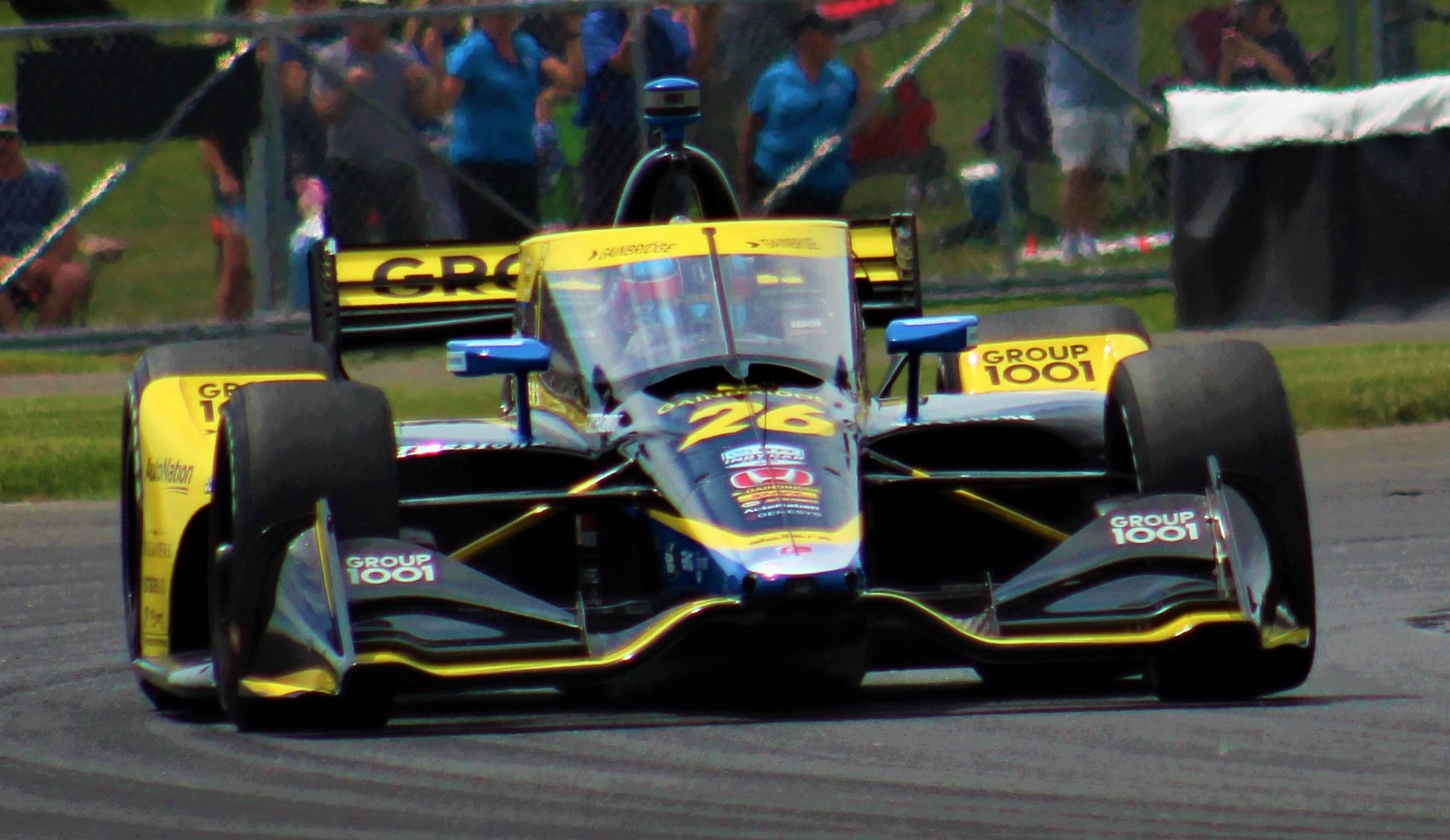
Colton Herta durante l'IndyCar Series 2021

Rimasto con Andretti anche per il 2022, nella prima gara del campionato a St. Petersburg chiude quarto davanti al suo nuovo compagno di team Romain Grosjean. Dopo una gara deludente in Texas conquista la pole position a Long Beach stabilendo il record della pista, mentre in gara è costretto al ritiro dopo aver colpito le barriere. La prima vittoria stagionale arriva nel GP di Indianapolis davanti a Simon Pagenaud e Will Power. A Toronto ottiene la sua seconda pole position stagionale, in gara chiude secondo dietro a Scott Dixon. Nel resto della stagione ottiene un altro piazzamento in top 5 ed chiude decimo in classifica generale con 381 punti. 
Dopo aver cercato un sedile in Formula 1 per il 2023 senza trovarlo, Herta rinnova con Andretti fino al 2027. La stagione è una delle sue più deludenti, ottiene si due pole ma non torna alla vittoria e conquista un solo podio al Exhibition Place di Toronto con un terzo posto.   
La stagione 2024 inizia bene per Herta ottenendo due podi nelle prime due gare. A Detroit ottiene la pole ma non riesce a concretizzare, a Laguna Seca arriva il suo terzo podio stagionale mentre al Exhibition Place torna alla vittoria dopo più di due anni. Nell'ultima gara della stagione a Nashville ottiene la sua prima vittoria su un ovale assicurandosi il secondo posto in campionato dietro ad Álex Palou. Herta con questo risultato è diventato il pilota della scuderia Andretti con più punti nell'era moderna della IndyCar dai tempi di Ryan Hunter-Reay nel 2012.   

### Test in Formula 1
Nell'ottobre del 2021, il team Andretti avvia una trattativa volta a rilevare la maggioranza delle azioni societarie del team di Formula 1 Alfa Romeo-Sauber: di conseguenza, Herta viene inserito nella lista dei possibili candidati al posto di pilota per la stagione 2022. Il pilota statunitense ha avuto anche la possibilità di provare il simulatore della Sauber e sarebbe dovuto scendere in pista il venerdì del Gran Premio degli Stati Uniti d'America, partecipando alla prima sessione di prove libere al posto di Kimi Räikkönen. Tuttavia, in seguito all'esito negativo delle trattative, l'accordo fra i due team salta, ed Herta rimane così in IndyCar.  
Il 12 marzo del 2022 Herta ha firmato un contratto di sviluppo con il team di Formula 1, McLaren. Lo statunitense ha la possibilità di effettuare dei test con la McLaren MCL35M, il tutto intrecciato ai suoi impegni in IndyCar. Prima del Gran Premio di Francia la McLaren organizza sul circuito di Portimão cinque giorni di test per Herta e altri piloti. Un secondo test avviene sul Circuito di Catalogna dove si alterna con Álex Palou e Patricio O'Ward.
Nell'agosto del 2022 Helmut Marko ha confermato che il pilota statunitense ha già trovato l’accordo con AlphaTauri per la stagione 2023, ma la FIA deve valutare le credenziali del pilota per la Superlicenza. Un mese dopo viene annunciato che Herta non avendo abbastanza punti sulla Superlicenza non può correre in Formula 1 con il team italiano.

## Risultati

### Riassunto della carriera
| Stagione | Serie                  | Team                                        | Gare         | Vittorie     | Pole         | G.V          | Podio        | Punti        | Pos.         |
| -------- | ---------------------- | ------------------------------------------- | ------------ | ------------ | ------------ | ------------ | ------------ | ------------ | ------------ |
| 2012-13  | SBF2000 Winter Series  | N/A                                         | 12           | 1            | 1            | 0            | 4            | 287          | 6°           |
| 2013     | Pacific Formula F1600  | PR1/BHA with Curb-Agajanian                 | 15           | 10           | 6            | 10           | 15           | 413          | 1°           |
| 2014     | GRC Lites              | AD Racing                                   | 1            | N/A          | 0            | N/A          | N/A          | 16           | 15°          |
| 2014     | U.S. F2000 National    | JAY Motorsports                             | 12           | 0            | 0            | 1            | 0            | 115          | 15°          |
| 2015     | MSA Formula            | Carlin Motorsport                           | 30           | 4            | 3            | 8            | 12           | 355          | 3°           |
| 2016     | BRDC British Formula 3 | Carlin Motorsport                           | 6            | 1            | 0            | 1            | 3            | 109          | 19°          |
| 2016     | Euroformula Open       | Carlin Motorsport                           | 16           | 4            | 5            | 4            | 7            | 199          | 3°           |
| 2016     | Formula 3 spagnola     | Carlin Motorsport                           | 6            | 2            | 2            | 1            | 4            | 94           | 2°           |
| 2016     | Masters di Formula 3   | Carlin Motorsport                           | 1            | 0            | 0            | 0            | 0            | N/A          | 13°          |
| 2017     | Indy Lights            | Andretti Steinbrenner Racing                | 16           | 2            | 7            | 3            | 7            | 300          | 3°           |
| 2018     | Indy Lights            | Andretti Steinbrenner Racing                | 17           | 4            | 3            | 7            | 13           | 447          | 2°           |
| 2018     | IndyCar Series         | Harding Racing                              | 1            | 0            | 0            | 0            | 0            | 20           | 37°          |
| 2019     | IndyCar Series         | Harding Steinbrenner Racing                 | 17           | 2            | 3            | 2            | 2            | 420          | 7°           |
| 2019     | IMSA-GTLM              | BMW Team RLL                                | 3            | 1            | 0            | 0            | 2            | 89           | 14°          |
| 2020     | IndyCar Series         | Andretti Harding Steinbrenner Autosport     | 14           | 1            | 1            | 0            | 2            | 421          | 3°           |
| 2020     | IMSA-GTLM              | BMW Team RLL                                | 3            | 0            | 0            | 0            | 0            | 79           | 9°           |
| 2021     | IndyCar Series         | Andretti Autosport                          | 16           | 3            | 3            | 2            | 5            | 311          | 5°           |
| 2021     | IMSA-GTD               | Turner Motorsport                           | 1            | 0            | 1            | 0            | 0            | 285          | 34°          |
| 2022     | IndyCar Series         | Andretti Autosport                          | 17           | 1            | 2            | 1            | 2            | 381          | 10°          |
| 2022     | IMSA-LMP2              | DragonSpeed USA                             | 1            | 1            | 0            | 0            | 1            | N/A          | NC           |
| 2022     | Formula 1              | McLaren                                     | Collaudatore | Collaudatore | Collaudatore | Collaudatore | Collaudatore | Collaudatore | Collaudatore |
| 2023     | IndyCar Series         | Andretti Autosport con Curb-Agajanian       | 17           | 0            | 2            | 0            | 1            | 356          | 10°          |
| 2023     | IMSA-GTP               | BMW M Team RLL                              | 1            | 0            | 0            | 0            | 0            | 274          | 24°          |
| 2024     | IndyCar Series         | Andretti Global con Curb-Agajanian          | 12           | 1            | 3            | 1            | 4            | 513          | 2°           |
| 2024     | IMSA-GTP               | Wayne Taylor Racing with Andretti Autosport | 2            | 1            | 0            | 1            | 2            | 706          | 15°          |

* Stagione in corso.

### Euroformula Open
| Stagione | Scuderia          | Vettura      | EST | EST | SPA | SPA | LEC | LEC | SIL | SIL | RBR | RBR | MNZ | MNZ | JER | JER | CAT | CAT | Punti | Pos. |
| -------- | ----------------- | ------------ | --- | --- | --- | --- | --- | --- | --- | --- | --- | --- | --- | --- | --- | --- | --- | --- | ----- | ---- |
| 2016     | Carlin Motorsport | Dallara F312 | Rit | 5   | 6   | 5   | 18  |     | 2   | Rit | 1   | 1   | 16  | 4   | 1   | 4   | 2   | 1   | 199   | 3º   |
| Legenda  |                   |              |     |     |     |     |     |     |     |     |     |     |     |     |     |     |     |     |       |      |

### Indy Lights
| Anno    | Team                         | 1     | 2     | 3      | 4     | 5      | 6      | 7       | 8      | 9     | 10    | 11    | 12     | 13    | 14    | 15    | 16    | 17    | Punti | Pos. |
| ------- | ---------------------------- | ----- | ----- | ------ | ----- | ------ | ------ | ------- | ------ | ----- | ----- | ----- | ------ | ----- | ----- | ----- | ----- | ----- | ----- | ---- |
| 2017    | Andretti Steinbrenner Racing | STP 2 | STP 1 | ALA 10 | ALA 1 | IMS 12 | IMS 10 | INDY 13 | RDA 12 | ROA 3 | IOW 4 | TOR 4 | TOR 10 | MDO 2 | MDO 6 | GMP 3 | WGL 3 |       | 300   | 3°   |
| 2018    | Andretti Steinbrenner Racing | STP 3 | STP 8 | ALA 2  | ALA 3 | IMS 1  | IMS 1  | INDY 1  | RDA 1  | RDA 2 | IOW 2 | TOR 7 | TOR 6  | MDO 2 | MDO 2 | GTW 2 | POR 2 | POR 4 | 447   | 2°   |
| Legenda |                              |       |       |        |       |        |        |         |        |       |       |       |        |       |       |       |       |       |       |      |

### IndyCar
| Anno    | Team                                    | Telaio       | Motore    | 1      | 2      | 3      | 4      | 5       | 6       | 7      | 8      | 9      | 10     | 11     | 12     | 13     | 14     | 15     | 16     | 17     | Punti | Pos. |
| ------- | --------------------------------------- | ------------ | --------- | ------ | ------ | ------ | ------ | ------- | ------- | ------ | ------ | ------ | ------ | ------ | ------ | ------ | ------ | ------ | ------ | ------ | ----- | ---- |
| 2018    | Harding Racing                          | Dallara DW12 | Chevrolet |        |        |        |        |         |         |        |        |        |        |        |        |        |        |        |        | SNM 20 | 20    | 37º  |
| 2019    | Harding Steinbrenner Racing             | Dallara DW12 | Honda     | STP 8  | COA 1  | ALA 24 | LBH 23 | IMS 23  | INDY 33 | DET 12 | DET 12 | TXS 18 | RDA 8  | TOR 7  | IOW 18 | MDO 8  | POC 16 | GTW 9  | POR 4  | LAG 1  | 420   | 7º   |
| 2020    | Andretti Harding Steinbrenner Autosport | Dallara DW12 | Honda     | TXS 7  | IMS 4  | ROA 5  | ROA 5  | IOW 19  | IOW 19  | INDY 8 | GTW 4  | GTW 6  | MDO 9  | MDO 1  | IMS 4  | IMS 2  | STP 11 |        |        |        | 421   | 3º   |
| 2021    | Andretti Autosport                      | Dallara DW12 | Honda     | ALA 22 | STP 1  | TXS 22 | TXS 5  | IMS 13  | INDY 16 | DET 14 | DET 4  | ROA 2  | MDO 13 | NSH 19 | IMS 3  | GTW 18 | POR 8  | LAG 1  | LBH 1  |        | 455   | 5º   |
| 2022    | Andretti Autosport                      | Dallara DW12 | Honda     | STP 4  | TXS 12 | LBH 23 | ALA 10 | IMS 1   | INDY 30 | DET 8  | ROA 5  | MDO 15 | TOR 2  | IOW 24 | IOW 12 | IMS 24 | NSH 5  | MAD 11 | POR 6  | LAG 11 | 381   | 10º  |
| 2023    | Andretti Autosport                      | Dallara DW12 | Honda     | STP 20 | TXS 7  | LBH 4  | ALA 14 | IMS 9   | INDY 9  | DET 11 | ROA 5  | MDO 11 | TOR 3  | IOW 19 | IOW 7  | NSH 21 | IMS 13 | MAD 6  | POR 13 | LAG 23 | 356   | 10º  |
| 2024    | Andretti Autosport                      | Dallara DW12 | Honda     | STP 3  | LBH 2  | ALA 8  | IMS 7  | INDY 23 | DET 19  | ROA 6  | LAG 2  | MDO 4  | IOW 11 | IOW 5  | TOR 1  | GAT 5  | POR 4  | MIL 22 | MIL 3  | NSH 1  | 513   | 2º   |
| 2025    | Andretti Autosport                      | Dallara DW12 | Honda     | STP 16 | THE 4  | LBH 7  | ALA    | IMS     | INDY    | DET    | GAT    | ROA    | MDO    | IOW    | IOW    | TOR    | LAG    | POR    | MIL    | NSH    | 73*   |      |
| Legenda |                                         |              |           |        |        |        |        |         |         |        |        |        |        |        |        |        |        |        |        |        |       |      |

* Stagione in corso.

### IMSA
| Anno    | Team                             | Classe | Auto            | Motore                      | 1     | 2     | 3   | 4   | 5   | 6   | 7   | 8   | 9     | 10  | 11    | 12  | Punti | Pos. |
| ------- | -------------------------------- | ------ | --------------- | --------------------------- | ----- | ----- | --- | --- | --- | --- | --- | --- | ----- | --- | ----- | --- | ----- | ---- |
| 2019    | BMW Team RLL                     | GTLM   | BMW M8 GTE      | BMW S63 4.0 L Twin-turbo V8 | DAY 1 | SEB 7 | LBH | MDO | WGL | MOS | LIM | ELK | VIR   | LGA | PET 3 |     | 89    | 14°  |
| 2020    | BMW Team RLL                     | GTLM   | BMW M8 GTE      | BMW S63 4.0 L Turbo V8      | DAY 5 | DAY   | SEB | ELK | VIR | ATL | MDO | CLT | PET 6 | LGA | SEB 4 |     | 79    | 9°   |
| 2021    | Turner Motorsport                | GTD    | BMW M6 GT3      | BMW 4.4 L Turbo V8          | DAY 6 | SEB   | MDO | DET | WGL | WGL | LIM | ELK | LGA   | LBH | VIR   | PET | 285   | 34°  |
| 2022    | DragonSpeed USA                  | LMP2   | Oreca 07        | Gibson GK428 V8             | DAY 1 | SEB   | LGA | HDO | WGI | ROA | PET |     |       |     |       |     | -     | -    |
| 2023    | BMW M Team RLL                   | GTP    | BMW M Hybrid V8 | BMW P66/3 4.0 L Turbo V8    | DAY 6 | SEB   | LBH | LGA | WGL | MOS | ROA | IMS | PET   |     |       |     | 274   | 24º  |
| 2024    | Wayne Taylor Racing con Andretti | GTP    | Acura ARX-06    | Acura AR24e 2.4 L Turbo V6  | DAY 3 | SEB 1 | LBH | LGA | DET | WGL | ELK | IMS | ATL   |     |       |     | 706*  |      |
| Legenda |                                  |        |                 |                             |       |       |     |     |     |     |     |     |       |     |       |     |       |      |

*Stagione in corso.